# Galáto Alexandráki
Galáto (Toúla) Alexandráki, en grec moderne : Γαλάτω (Τούλα) Αλεξανδράκη, née le 11 décembre 1948, est une élue grecque du Parlement européen pour le parti Solution grecque.

## Biographie
Galáto Alexandráki naît à Didymotique et grandit à Koufóvouno (Évros), où elle vit comme éleveuse de bétail jusque dans les années 1990. Elle s'installe ensuite à Alexandroúpoli et ouvre une boucherie, qu'elle continue de gérer avec son fils.
Le résultat de son élection est une grande surprise, étant donné qu'elle est pratiquement inconnue non seulement dans le nome de l'Évros, où elle se présente, mais aussi à Alexandroúpoli, où elle réside et travaille,. Bien qu'elle n'ait pas mené de campagne électorale, elle obtient 51 237 voix et arrive en deuxième position sur le bulletin de vote de la Solution grecque. Kyriákos Velópoulos, chef du parti, a déclaré que Galáto Alexandráki avait été incluse dans le scrutin à la demande des agriculteurs locaux. Cependant, l'association des Éleveurs de Grèce a nié toute implication dans la sélection des candidats. Galáto Alexandráki a auparavant participé aux élections législatives grecques de juin 2023 (dans la circonscription électorale de l'Attique orientale afin de respecter le quota de 40 % de femmes candidates, tous partis confondus. Le chef du parti et Galáto Alexandráki elle-même ont attribué son succès à son nom de famille commençant par la première lettre de l'alphabet grec, ce qui l'a placée en tête du bulletin de vote.
Galáto Alexandráki, tout comme Fredis Beleris (en) et Afroditi Latinopoulou (en), a été classée par le média Politico parmi les nouveaux députés européens les plus excentriques du Parlement européen.
Galáto Alexandráki est membre de la délégation pour les relations avec la Palestine du Parlement européen.